# Zdeněk Kopecký
Zdeněk Kopecký (20. září 1927 - ???) byl český a československý politik Komunistické strany Československa a poúnorový poslanec Národního shromáždění ČSSR a Sněmovny lidu Federálního shromáždění.

## Biografie
Ve volbách roku 1964 byl zvolen za KSČ do Národního shromáždění ČSSR za Východočeský kraj. V Národním shromáždění zasedal až do konce volebního období parlamentu v roce 1968.
K roku 1968 se profesně uvádí jako vedoucí odboru výrobního podniku z obvodu Třebechovice pod Orebem.
Po federalizaci Československa usedl roku 1969 do Sněmovny lidu Federálního shromáždění (volební obvod Třebechovice pod Orebem), kde setrval do konce volebního období parlamentu, tedy do voleb roku 1971.